# Pierre Garçon
Pierre Andre Garçon (* 8. August 1986 in Carmel, New York) ist ein ehemaliger US-amerikanischer American-Football-Spieler auf der Position des Wide Receivers. Er spielte für die Indianapolis Colts, die Washington Redskins sowie für die San Francisco 49ers in der National Football League (NFL). 

## College
Garçon, der in der Highschool auch Fußball spielte, besuchte zunächst die Norwich University, wechselte nach nur einer Saison an die University of Mount Union. Mit deren Team, den Purple Raiders, konnte er zwei Meisterschaften der NCAA Division III gewinnen.

## NFL

### Indianapolis Colts
Obwohl Garçon nur ein kleines College besuchte, nahm er am NFL Draft 2008 teil und wurde in der 6. Runde als insgesamt 205. Spieler von den Indianapolis Colts ausgewählt. In seiner Rookie-Saison kam er nur sporadisch zum Einsatz und konnte so auch nur 4 Pässe für insgesamt 23 Yards fangen. Seine ersten Touchdowns erzielte er erst in seiner zweiten Spielzeit, in deren Verlauf er sich auch als Starter etablieren konnte.

### Washington Redskins
Nach vier Spielzeiten bei den Colts wechselte er 2012 zu den Washington Redskins, bei denen er einen Fünfjahresvertrag in der Höhe von 42,5 Millionen US-Dollar, 20,5 davon garantiert, unterschrieb. Er lief bei den Redskins zumeist als Starter auf und konnte für dieses Team 21 Touchdowns erzielen.

### San Francisco 49ers
Im März 2017 wechselte Garçon zu den San Francisco 49ers, bei denen er einen Fünfjahresvertrag unterschrieb. Nach zwei von Verletzungen geprägten Spielzeiten, in denen ihm nur ein einziger Touchdown gelang verzichteten die 49ers auf Garçons weitere Dienste.

### Receiving-Statistik
| Jahr   | Team   | Rec | Yards | Avg  | Lng | TD | Fmb | Fmb lst |
| ------ | ------ | --- | ----- | ---- | --- | -- | --- | ------- |
| 2008   | IND    | 4   | 23    | 5,8  | 12  | 0  | 0   | 0       |
| 2009   | IND    | 47  | 765   | 16,3 | 66  | 4  | 1   | 0       |
| 2010   | IND    | 67  | 784   | 11,7 | 57T | 6  | 0   | 0       |
| 2011   | IND    | 70  | 947   | 13,5 | 87T | 6  | 2   | 2       |
| 2012   | WAS    | 44  | 633   | 14,4 | 88T | 4  | 0   | 0       |
| 2013   | WAS    | 113 | 1.346 | 11,9 | 53T | 5  | 1   | 1       |
| 2014   | WAS    | 68  | 752   | 11,1 | 70T | 3  | 0   | 0       |
| 2015   | WAS    | 72  | 777   | 10,8 | 39T | 6  | 0   | 0       |
| 2016   | WAS    | 79  | 1.041 | 13,2 | 70T | 3  | 0   | 0       |
| 2017   | SF     | 40  | 500   | 12,5 | 59  | 0  | 0   | 0       |
| 2018   | SF     | 24  | 286   | 11,9 | 25  | 1  | 0   | 0       |
| Gesamt | Gesamt | 628 | 7.854 | 12,5 | 88  | 38 | 4   | 3       |